# Lion Feuchtwanger
Pour les articles homonymes, voir Lion (homonymie) et Feuchtwanger.
Lion Feuchtwanger [ˈli:ɔn ˈfɔ͡ø̯çtˌv̥aŋɐ], né le 7 juillet 1884 à Munich et mort le 21 décembre 1958 à Los Angeles, est un écrivain allemand.

## Biographie
Lion Feuchtwanger est issu d'une famille de la bourgeoisie juive assimilée de Bavière. Conservatrice, sa famille est libérale et attachée au culte de la petite patrie. Lion Feuchtwanger devint un maître du roman historique et connut une gloire mondiale en publiant en 1925 : Le Juif Süss qui en fera l'un des auteurs germanophones les plus lus du XXe siècle.
Critique de théâtre, metteur en scène et dramaturge, il est l'un des fondateurs, en 1908, du magazine culturel Der Spiegel (15 numéros). En 1912, il épouse Marta Löffler. Le couple voyage en Suisse, en Italie puis dans le Sud de la France (1912-1913). En 1914, Lion Feuchtwanger est surpris à Tunis par la déclaration de la Première Guerre mondiale. Il est fait prisonnier, réussit à s'échapper et rejoint Munich. Après-guerre, il se range parmi les pacifistes et antimilitaristes. C'est un ami et collaborateur de Bertolt Brecht dans le Berlin des années 1920.
Lion Feuchtwanger, qui a rompu avec le judaïsme, dispose de nombreuses sources, en 1916, quand il commence à s'intéresser au personnage du Juif J. Süss-Oppenheimer, conseiller financier du Wurtemberg au début du XVIIIe siècle, pour dénoncer l'antisémitisme. Il en fait d'abord un drame en trois actes, joué à Munich à partir d'octobre 1917, qui reçoit une critique très défavorable. Le roman Le Juif Süss, paru en 1925, connaîtra au contraire un grand succès, sera traduit en une vingtaine de langues et sera adapté une première fois au cinéma. Le régime nazi, sous l'impulsion de Goebbels, s'en empare à son tour et le pervertit en l'adaptant au cinéma en 1940 à des fins de propagande antisémite.
En janvier 1933, il est aux États-Unis lorsque les SA mettent à sac sa maison à Berlin, confisquent ses biens, le privent de sa nationalité, de son titre de docteur, et interdisent ses livres. Il s'exile en France, à Sanary-sur-Mer. Avec Brecht et Bredel, il publie le journal Das Wort, la plus importante publication antifasciste des écrivains émigrés allemands. Pacifiste et antimilitariste, il devient l'un des chefs de file des intellectuels allemands en lutte contre le nazisme. Sa maison devient le point de rencontre de l'intelligentsia allemande en exil. En 1936, il publie Le Faux Néron, roman historique, une métaphore du nazisme.
En 1936-1937, il réside une année au Hôtel Métropol Moscou (en) (1889-1905), réputé Deuxième Maison des soviets en 1918-1930.
Il est incarcéré à deux reprises au camp des Milles, près d'Aix-en-Provence, où les autorités françaises retiennent  sans distinction tous les ressortissants d'Europe centrale qu'ils soient nazis ou antinazis. Cette période fait l'objet de son unique œuvre autobiographique, Le Diable en France. Il parvient à s'évader et à rejoindre les États-Unis à l'aide du journaliste Varian Fry, et de Waitstill et Martha Sharp.
En 1940, il s'installe à Pacific Palisades, en Californie, où il publie Exil. Il y fait en 1943 l'acquisition de la villa Aurora, où il accueille de nombreux intellectuels et artistes persécutés par le nazisme. En 1948, il demande la nationalité américaine qui lui sera toujours refusée pour ses relations avec le courant communiste. Il meurt, en 1958, d'un cancer de l'estomac.
L’un des romans les plus importants de ce grand admirateur du siècle des Lumières et des valeurs de la Révolution française est la Sagesse du fou consacré à Jean-Jacques Rousseau.

## Vie après la guerre
Il n'est jamais reparti des États-Unis où il est enterré. Il a soutenu le gouvernement communiste de la République démocratique allemande (RDA, ancienne Allemagne de l'est) — d'où l'existence d'un timbre de la RDA émis à son effigie — et y a été considéré comme un héros antifasciste.
Robert Conquest juge que l'entretien entre Feuchtwanger et Staline est un exemple de l'aveuglement et de la naïveté de certains non-Russes face au dictateur.
Il est l'oncle d'Edgar Feuchtwanger.

## Œuvres

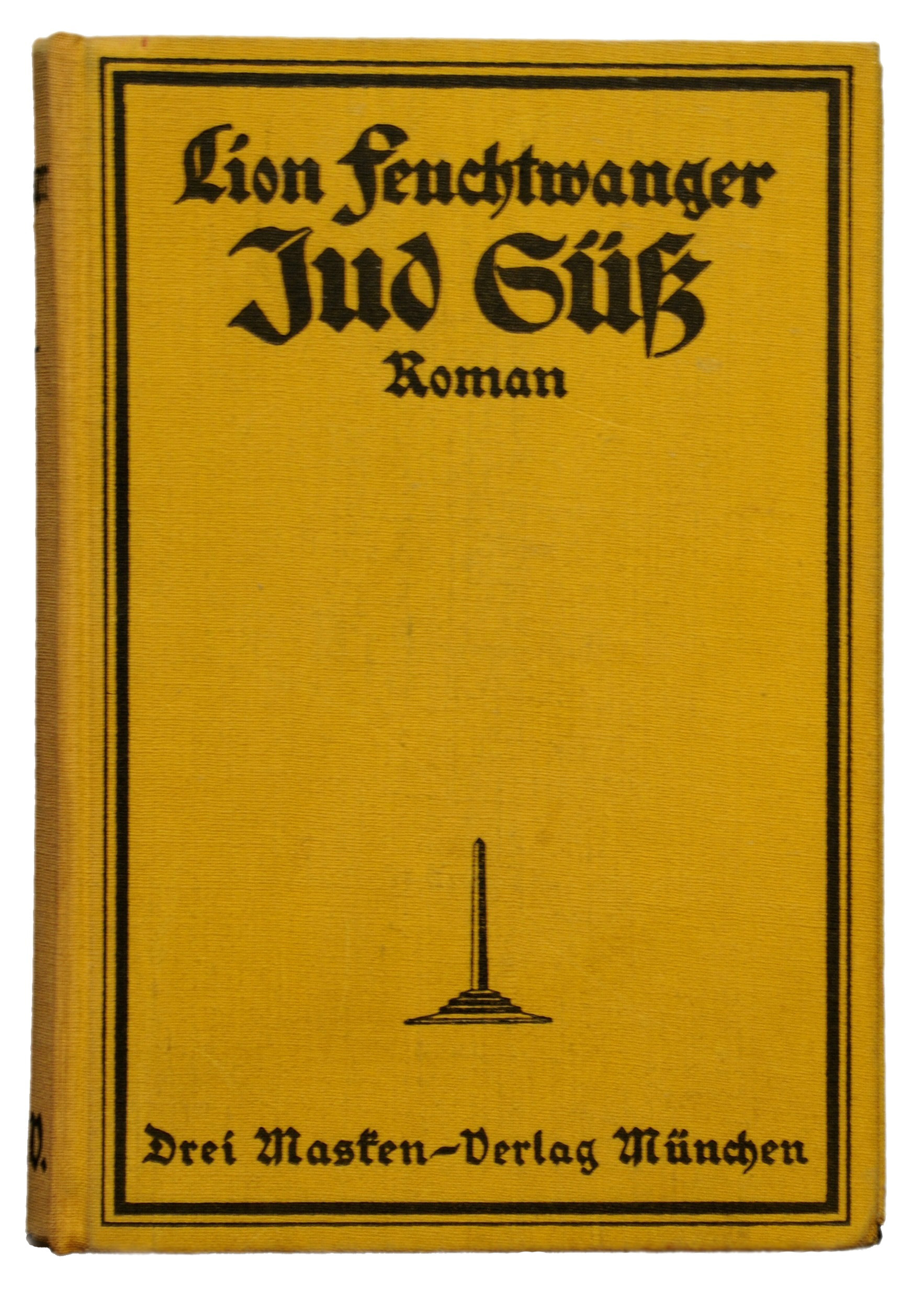
Couverture de la première édition de Jud Süß, 1925

- Le Juif Süss, Albin Michel, Paris 1925
- La Guerre de Judée, (Titre par Fayard, 1996); Titre orig.: La Guerre des Juifs, Albin Michel, Paris 1932
- Les enfants Oppermann, Albin Michel, Paris 1933 ; rééd, éd. Métaillé, Paris, 2023 (ISBN 979-1022612432)[4]
- Les Fils
- Le jour viendra
- Le Faux Néron, 1936
- (en) Moscow 1937. My visit described for my friends, Londres, V. Gollancz, 1937, 174 p[5].
- Exil, 1939
- Les Frères Lautensack, 1941
- Le Diable en France, 1942
- Simone, 1943
- Beaumarchais, Benjamin Franklin et la naissance des États-Unis, 1946
- Le Roman de Goya, 1951
- La Sagesse du fou, ou Mort et transfiguration de Jean-Jacques Rousseau, 1953
- La Juive de Tolède, 1955

## Hommages
- (12350) Feuchtwanger, astéroïde.

## Annexe